# 크누드 5세

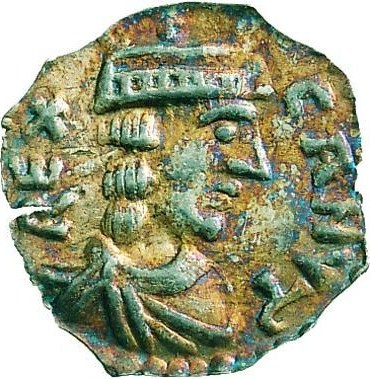
크누드 5세 국왕 시대에 발행된 동전

크누드 5세(덴마크어: Knud V, 1129년경 ~ 1157년 8월 9일 로스킬레)는 덴마크의 국왕(재위: 1146년 ~ 1157년)이다.

## 생애
에스트리센가(Estridsen) 출신이다. 스웨덴의 국왕인 망누스 1세와 그의 아내인 폴란드의 리헤자(Richeza) 사이에서 태어났다.
1146년 에리크 3세 국왕이 퇴위당한 이후에 윌란반도의 유력자들은 크누드(Knud)를 덴마크의 국왕으로 추대했다. 한편 셸란섬, 스코네의 유력자들은 크누드 라바르(Knud Lavard) 공작의 조카인 스벤(Svend)을 덴마크의 국왕으로 추대했다.
크누드 5세는 덴마크 전체를 통치하기 위해 스벤 3세를 상대로 전쟁을 벌였지만 실패하고 만다. 1150년에는 스벤 3세와 그의 조카인 발데마르(Valdemar) 공작이 윌란반도를 공격하면서 스웨덴으로 망명하고 만다. 크누드 5세는 권좌 탈환을 시도했지만 번번히 실패했고 신성 로마 제국의 프리드리히 1세 황제에게 도움을 청하기에 이른다. 1152년 크누드 5세는 스벤 3세의 공동 섭정이 되었고 1154년 덴마크로 귀환했다.
1157년 덴마크의 유력자들의 압력으로 인해 크누드 5세는 스벤 3세, 발데마르 1세와 함께 덴마크의 공동 국왕이 되었다. 1157년 8월 9일 로스킬레에서 열린 평화 연회장에서 스벤 3세가 크누드 5세, 발데마르 1세를 살해하려고 시도했다. 이 과정에서 크누드 5세는 스벤 3세의 부하에 의해 살해당하고 만다. 크누드 5세의 이복자매인 민스크의 소피아(Sophia)와 결혼한 발데마르 1세는 1157년에 벌어진 그라테 헤데(Grathe Hede) 전투에서 스벤 3세를 살해하면서 그에 대한 복수를 하게 된다.
그가 죽기 1년 전에는 스웨덴의 헬레나(Helena)와 결혼했지만 자녀를 낳지 못했고 사생아를 낳았다.
| 전임 에리크 2세 | 덴마크의 국왕 1146년 ~ 1157년 스벤 3세와 공동 군주 (1146년 ~ 1157년) 발데마르 1세와 공동 군주 (1146년 ~ 1157년) | 후임 발데마르 1세 |